# Anderson Lucoqui
Anderson Lucoqui, né le 6 juillet 1997 à Deux-Ponts en Allemagne, est un footballeur angolais. Il évolue actuellement à Munich 1860 au poste d'arrière gauche. Il possède également la nationalité allemande.

## Biographie

### En club
En mai 2021, il décline une offre de prolongation de son contrat avec Arminia Bielefeld et signe un accord avec 1. FSV Mayence 05.
Le 25 juillet 2023, il signe un contrat d'un an avec Hertha BSC en deuxième division.

### En équipe nationale
Il grandit à Leverkusen et joue pour l'équipe nationale d'Allemagne des moins de 20 ans,.
Le 22 septembre 2020, il est convoqué par l'Angola.
Le 13 octobre 2020, il fait ses débuts en tant que remplaçant à la 78e minute lors d'un match amical contre le Mozambique.